# Schlosshauptmann
Der Schlosshauptmann war der Titel einer Hofcharge, die als Ehrenamt verliehen wurde.

## Titel
Der Titel Schlosshauptmann, von Capitainerie abgeleitet, Hauptmannschaft, wurde als eine Umwandlung der vorher bestehenden Charge der Burgvögte angesehen. In Preußen und in den norddeutschen Staaten wurde er typischerweise älteren Kammerherren verliehen und gewährte den Inhabern eine Stellung, die dem Rang nach direkt unter dem Ober-Hofchargen stand. Die Zahl der Stellen war nicht festgelegt, variierte zuweilen. Sie war nominell an die Schlösser des Herrscherhauses geknüpft, ohne dass allerdings eine Dienstpflicht damit verbunden war.
Die Titulatur wurde insgesamt in (fast) allen mitteleuropäischen Monarchien vergeben. In Brandenburg-Preußen erfolgte die Publikation in den Handbüchern über den Königlich Preußischen Hof und Staat, bis 1918. Für die einstmals schwedisch regierten Gebiete in Pommern, und für Schweden, wurden größtenteils Personen aus jenen Adelsfamilien zum Schlosshauptmann bestimmt, wo die Nobilitierung in beiden Nationen Anerkennung fand.

## Schlosshauptleute

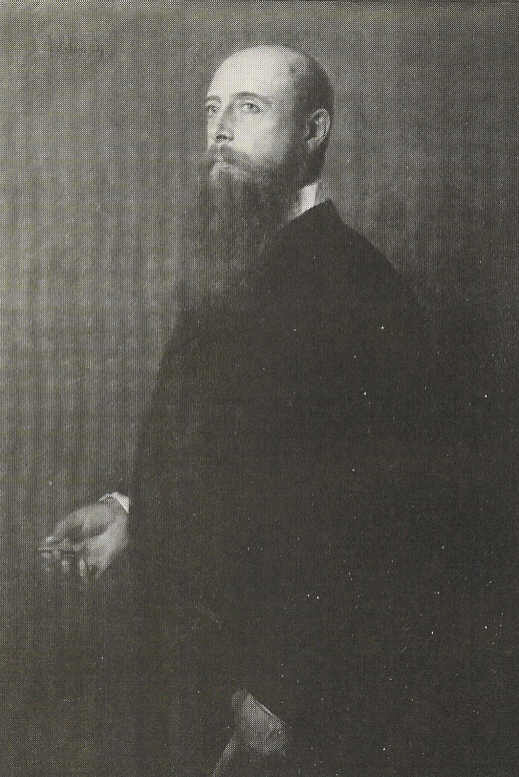
Werner Graf von Alvensleben
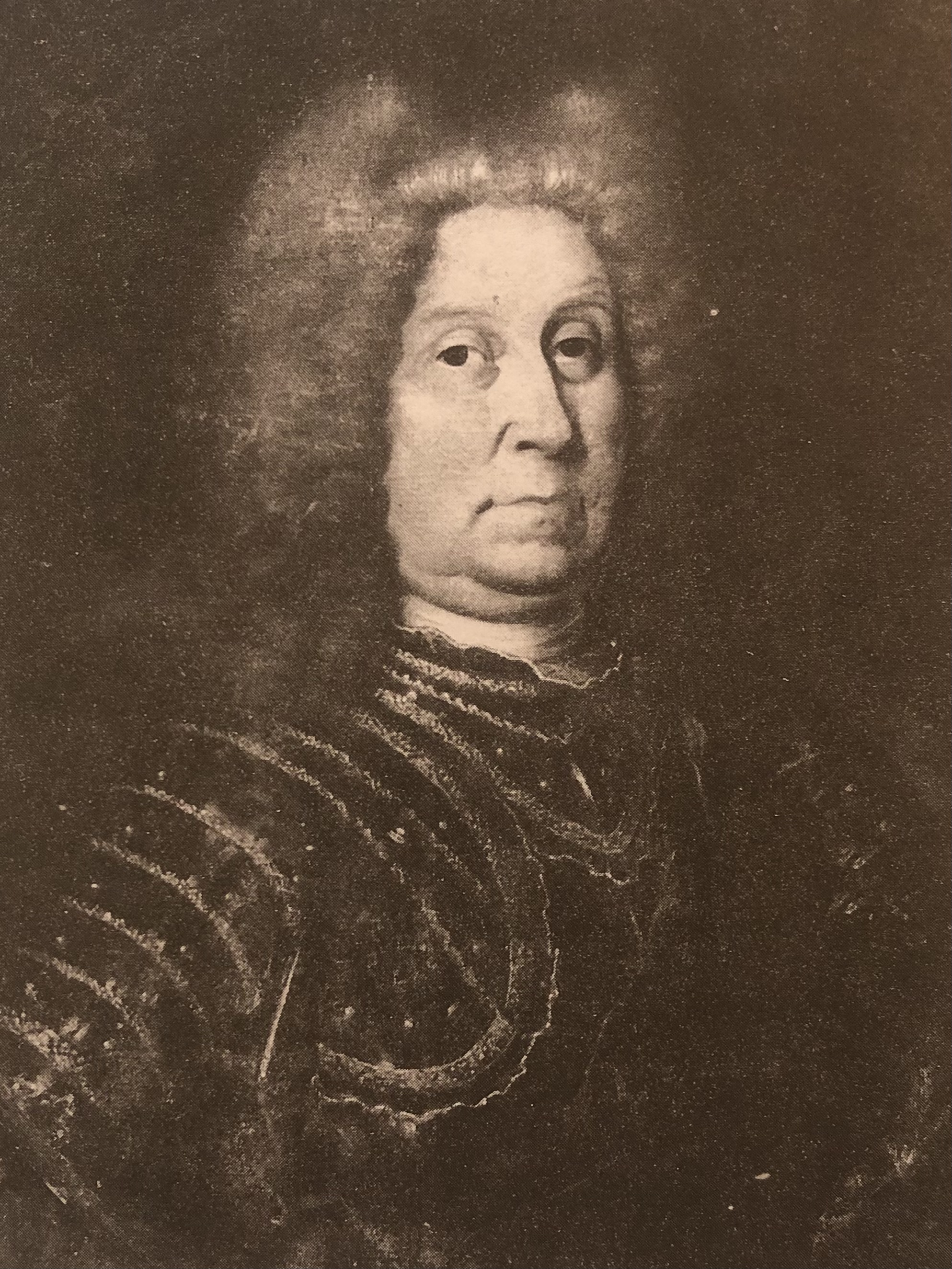
Joachim Otto von Bassewitz
Emil von Gutzmerow
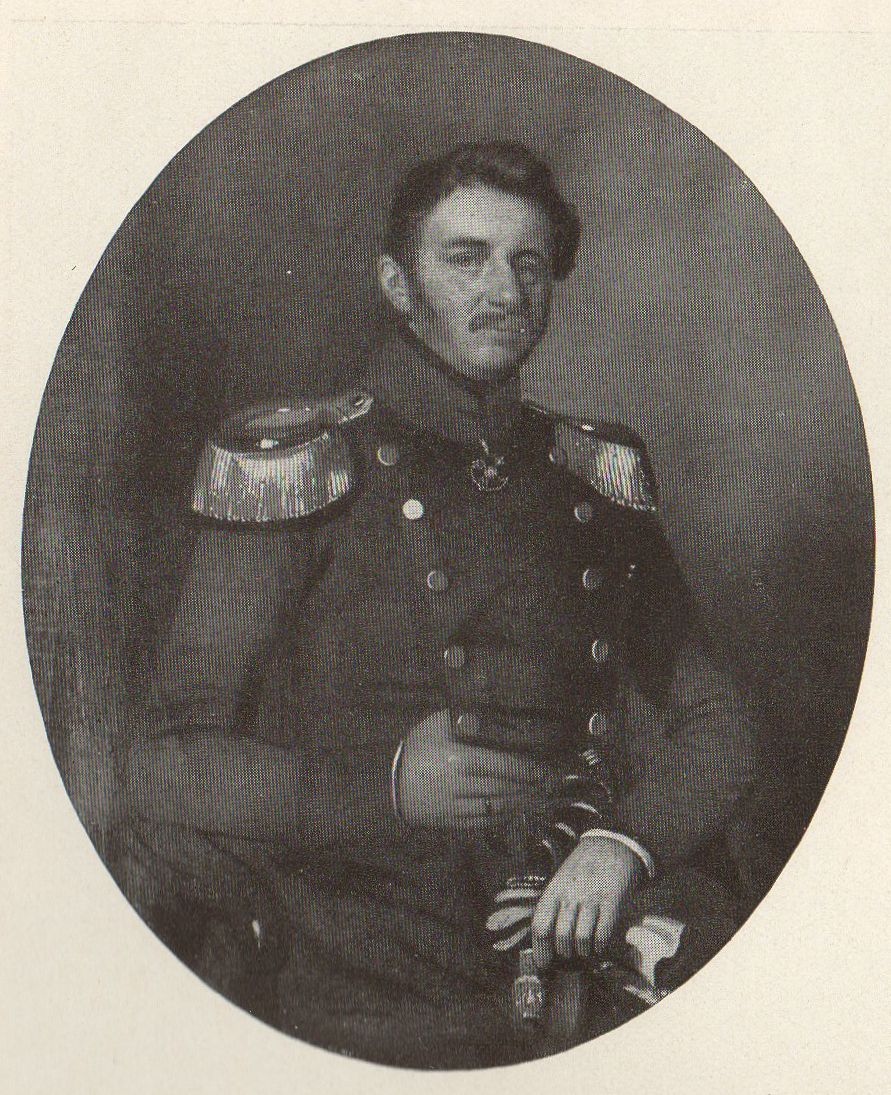
Adolf von Königsmarck
Karl Wurmb von Zinck
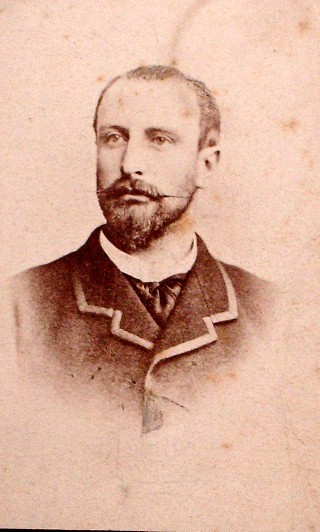
Hugo Freiherr Zorn von Bulach

## Weitere Literatur
- Luděk Březina: Der Landvogt der Niederlausitz zwischen Königsmacht und Ständen (1490–1620). Ein Diener zweier Herren?. BWV, Berlin 2017. ISBN 978-3-8305-3704-5.
- Marion Dotter, Ulrike Marlow (Hrsg.): »Allerunterthänigst unterfertigte Bitte«. Bittschriften und Petitionen im langen 19. Jahrhundert. DigiOst, Band 18, Online-Ressource, Frank & Timme, Berlin 2024, ISBN 978-3-7329-9327-7, S. 49.